# The Truth Below - Verità sepolte
The Truth Below - Verità sepolte (The Truth Below) è un film del 2011 diretto da Scott Glosserman.

## Trama
Quattro giovani ragazzi, Jenna, Ethan, Liam e Dante sono in vacanza in montagna. Dopo alcuni giorni, fanno ritorno a casa con la loro macchina. Sulla strada incontrano un poliziotto che li invita ad usare le catene, ma i ragazzi ignorano il consiglio e procedono per una scorciatoria. Ad un certo punto la macchina scivola e i ragazzi vengono travolti da una valanga.
Mentre cercano di salvarsi, i ragazzi intraprendono il "gioco della verità", in cui ognuno racconta qualche segreto su di sé: Ethan racconta di aver indossato le mutande delle sue sorelle e di aver intimorito un ragazzino, lasciandolo solo in mezzo alla foresta; Dante racconta di aver rubato 50 $ da suo fratello; Jenna confessa di aver avuto un rapporto con il suo insegnante di chimica; Liam non aveva partecipato ai funerali di suo padre e confessa di essere vergine. Jenna, commossa, decide di avere un rapporto sessuale con Liam per farlo morire con un rimorso in meno.
Liam muore per un attacco d'asma, mentre Dante e Jenna cercano di fuggire, lasciando solo Ethan a causa di un braccio rotto durante l'incidente, morendo schiacciato dalla pressione della neve sulla macchina. La squadra di soccorso, che si è messa alla ricerca dei ragazzi, ritrova Dante e Jenna abbracciati, morti per congelamento.

## Produzione
Le riprese si sono svolte a Calgary, in Canada, a partire da aprile 2010.

## Colonna sonora[2]
1. If I Leave (A Day to Remember) – 3.25
2. Internet Killed The Video Star (The Limousines) – 6.24
3. Lightning (Birds & Batteries) – 5.08
4. Hear Me Now (Secondhand Serenade) – 5.25
5. Shine (Heavy Young Heathens) – 2.58
6. Dreamers (Them Terribles) – 3.06
7. Coming Or Going (White Arrows) – 3.03
8. Sticks & Bricks (A Day to Remember) – 3.18